# Rocky Romero
John R. Rivera (born on October 28, 1982) é um lutador cubano de wrestling profissional mais conhecido pelo seu nome no ringue Rocky Romero e como a quarta encarnação do Black Tiger.Romero era parte da dupla The Havana Pitbulls  (ex-Los Cubanitos), juntamente com Ricky Reyes. Ele também foram membros do No Remorse Corps na Ring of Honor com Roderick Strong e Davey Richards. Romero e Richards são ex-campeões do ROH World Tag Team Championship no grupo e, em 2011 reavivou o nome na New Japan Pro Wrestling, onde passou ganhou o IWGP Junior Heavyweight Tag Team Championship. O estilo de luta de Romero é composto de chutes de estilo shoot e múltiplas variações de armlock.

## No wrestling
- Finishing moves
  - Como Rocky Romero
    - Ankle lock
    - Diablo Armbar (Flying armbar)[1]
    - Foreign Devil / Gargoyle (Diving double knee drop)[3][4]
    - Alta velocidade roundhouse kick na cabeça de um oponente sentado ou ajoelhado

  - Como Black Tiger IV
    - Black Tiger Bomb (Sitout crucifix powerbomb)
    - Kneeling belly to belly piledriver[1]
    - Tiger suplex[1]

- Movimentos secundários
  - Bow and arrow stretch
  - Cradle suplex
  - Double underhook DDT
  - Exploder suplex
  - Fireman's carry double knee gutbuster
  - Fujiwara armbar
  - Guillotine choke
  - High knee, as vezes da corda superior
  - Johnny Saint special
  - Octopus stretch[1]
  - Springboard tornado DDT
  - Surfboard
  - Tilt-a-whirl headscissors takedown

- Com Davey Richards / Alex Koslov
  - Contract Killer (Combinação Inverted Death Valley driver (Richards/Koslov) / Springboard diving knee drop (Romero))[5][6][7] (NJPW)

- Com Ricky Reyes
  - Cuban Missile Crisis (Backbreaker (Reyes) / Diving knee drop (Romero) combination)

- Alcunhas
  - "Azucar"[8]
  - "Darkness' Trickster"[9]
  - "Mr. Forever"

- Temas de entrada
  - "Lo Que Pasó, Pasó" por Daddy Yankee
  - "B.M.F. (Blowin' Money Fast)" por Rick Ross
  - "Forever" por New Japan Pro Wrestling[10]

## Campeonatos e prêmios
- Consejo Mundial de Lucha Libre
  - CMLL World Super Lightweight Championship (3 vezes)[11]

- Empire Wrestling Federation
  - EWF Tag Team Championship (5 vezes) –com Ricky Reyes[11][12]

- International Wrestling Council
  - IWC Tag Team Championship (1 vez)[11]

- Millennium Pro Wrestling
  - MPW Tag Team Championship (1 vez) – com Ricky Reyes[11]

- National Wrestling Alliance
  - NWA World Junior Heavyweight Championship (1 vez)[11]

- New Japan Pro Wrestling
  - IWGP Junior Heavyweight Championship (1 vez)[11]
  - IWGP Junior Heavyweight Tag Team Championship (8 vezes) – com Davey Richards (2)[5][13] e Alex Koslov (2)[6][14] e Barretta (2)

- Pro Wrestling Illustrated
  - PWI classificou-o em #37 dos 500 melhores lutadores individuais na PWI 500 em 2007[15]

- Ring of Honor
  - ROH World Tag Team Championship (3 vezes) – com Ricky Reyes (1) e Davey Richards (1)[16][11] Alex Koslov (1)[17]
  - Trios Tournament (2005) – com Ricky Reyes e Homicide

- SoCal Uncensored
  - Tag Team of the Year (2001) with Ricky Reyes[18]

- Toryumon
  - Young Dragons Cup Tournament (2004)

- Ultimate Pro Wrestling
  - UPW Tag Team Championship (1 vez) – com Ricky Reyes[11]

### Recorde nas Luchas de Apuestas
| Aposta  | Vencedor      | Perdedor       | Local         | Data               | Notas                                             |
| ------- | ------------- | -------------- | ------------- | ------------------ | ------------------------------------------------- |
| Mascara | Tiger Mask IV | Black Tiger IV | Tóquio, Japão | 5 de abril de 2009 | IWGP Junior Heavyweight Championship vs. Mascara. |

## Recorde nas Artes marciais mistas
| Cartel no MMA   |           |            |
| 2 lutas         | 0 vitória | 2 derrotas |
| Por nocaute     | 0         | 2          |
| Por finalização | 0         | 0          |
| Por decisão     | 0         | 0          |

| Res.    | Cartel | Oponente          | Método              | Evento                | Data                  | Round | Tempo | Local          | Notas  |
| ------- | ------ | ----------------- | ------------------- | --------------------- | --------------------- | ----- | ----- | -------------- | ------ |
| Derrota | 0-1    | Masahito Kakihara | Submissão (kneebar) | JF 3 - Jungle Fight 3 | 23 de outubro de 2004 | 1     | 0:20  | Manaus, Brasil | [ 20 ] |